# Haik (jezero)
Haik (Geez: ሐይቅ) je etiopsko slatkovodno jezero u regiji Amhara, udaljeno oko 223 km sjeveroistočno od glavnog grada Adis 
Abebe. 

## Zemljopisne osobine
Jezero leži oko 30 km sjevernije od grada Desea na nadmorskoj visini od 2,030 
m. Pored jezera oko pet km zapadnije prolazi magistralna cesta Adis Abeba - Asmara, uz 
koju se prostire najbliži grad Haik.
Jezero Haik dugo je 6.7 km, te široko 6 km, ukupne površine od 23 km². Najveća dubina jezera je 88 m.

## Povijest
Prema lokalnoj legendi, jezero je stvorio bog da osveti nepravdu nanesenu trudnoj ženi, koju 
je počinila jedna od kraljevni koja je živjela u blizini. On je potopio sve osim onog dijela na 
kojem je sjedila nesretna žena - to je postao otok (danas je to poluotok na kojem se nalazi 
manastir Istifanos), svi ostali su se utopili.
Manastir Istifanos osnovao je 13. stoljeću Ijasus Moa, on je bio i prvi iguman. Po etiopskoj usmenoj predaji Ijasus Moa bio je učitelj budućeg cara Jekuno Amlaka koji se školovao u Isifanosu.
Pored jezera nalaze se ruševine crkve iz 8. stoljeća, to je bila prva crkva 
izgrađena u tadašnjoj pokrajini Amhara za vrijeme aksumskog kraljevstva. Ipak se mnogo toga o osnutku i graditeljima te crkve ne zna. 
Po nekim legendama na suprotnoj strani jezera od današnjeg manastira Istifanos nalazila se 
je aksumska dvorska palača Ambasele, vlastela iz te palače podigli su 
crkvu. Imam Ahmad Granj opljačkao je i spalio ovu crkvu u studenom 1531.
Prvi Europljanin koji je dospio do jezera Haik bio je portugalski misionar Francisco Álvares, koji je dospio do njega 21. rujna 1520. On je naveo da je na jezeru vidio puno Nilskih konja i somova, i obale obrasle gajevima limuna i naranči. Neposredno prije svog ustoličenja 1606. etiopski car (neguš negasti) Susenios I., poduzeo je vojni pohod na Jezero Haik, da odatle protjera jedno oromsko pleme koje se naselilo pored manastira Istifanos.